# Sjöbotten
Sjöbotten är en småort i Bureå socken i Skellefteå kommun. 
Alldeles intill Sjöbotten ligger Skellefteå flygplats.

## Samhället
Sjöbotten har tidigare haft flera affärer, skola, träskofabrik och sågverk och flera jordbruk. 
I likhet med många andra västerbottniska kustbyar är Sjöbotten starkt genomsyrat av kristen lågkyrklighet, framför allt genom EFS, vilket märks på byns bönhus som ligger centralt mitt i byn.

## Personer från orten
Uppsalaprofessorn Tore Frängsmyr kom härifrån, och en av lokalerna på Norrlands nation i Uppsala har fått namnet "Sjöbotten" till minne av hans tid som nationsinspektor.